# Lecanora labiosa
Lecanora labiosa är en lavart som beskrevs av Stizenb. . Lecanora labiosa ingår i släktet Lecanora och familjen Lecanoraceae.   Inga underarter finns listade i Catalogue of Life.